# Departamento de Paso de los Libres
Departamento de Paso de los Libres är en kommun i Argentina.   Den ligger i provinsen Corrientes, i den nordöstra delen av landet, 600 km norr om huvudstaden Buenos Aires. Antalet invånare är 43 805.
Trakten runt Departamento de Paso de los Libres består i huvudsak av gräsmarker. Runt Departamento de Paso de los Libres är det ganska glesbefolkat, med 26 invånare per kvadratkilometer.